# 中城御殿

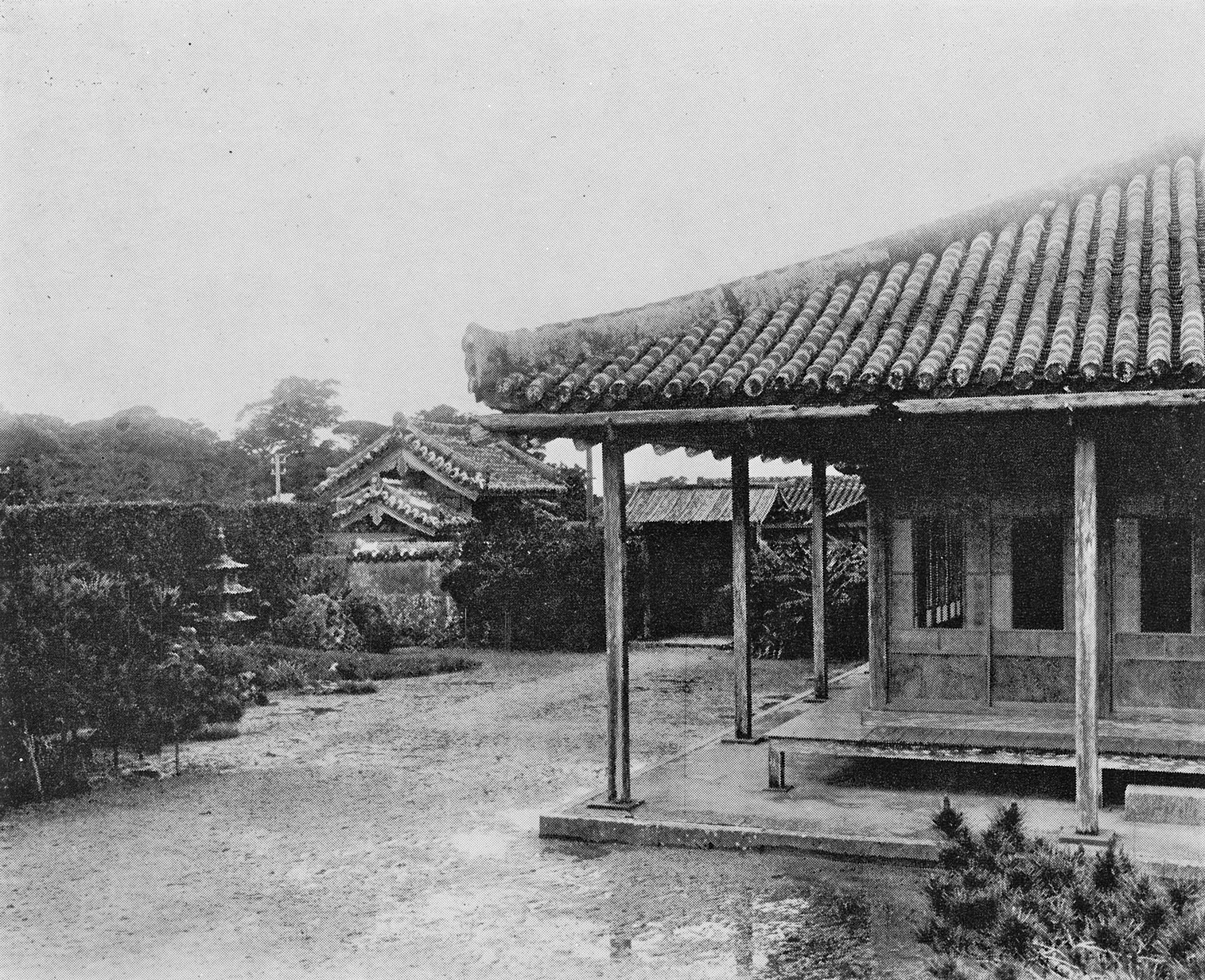
表座敷前より中門･正門を望む

中城御殿（なかぐすくうどぅん）は、琉球王国の王世子（中城王子）の邸宅である。世子殿ともいう。

## 概要

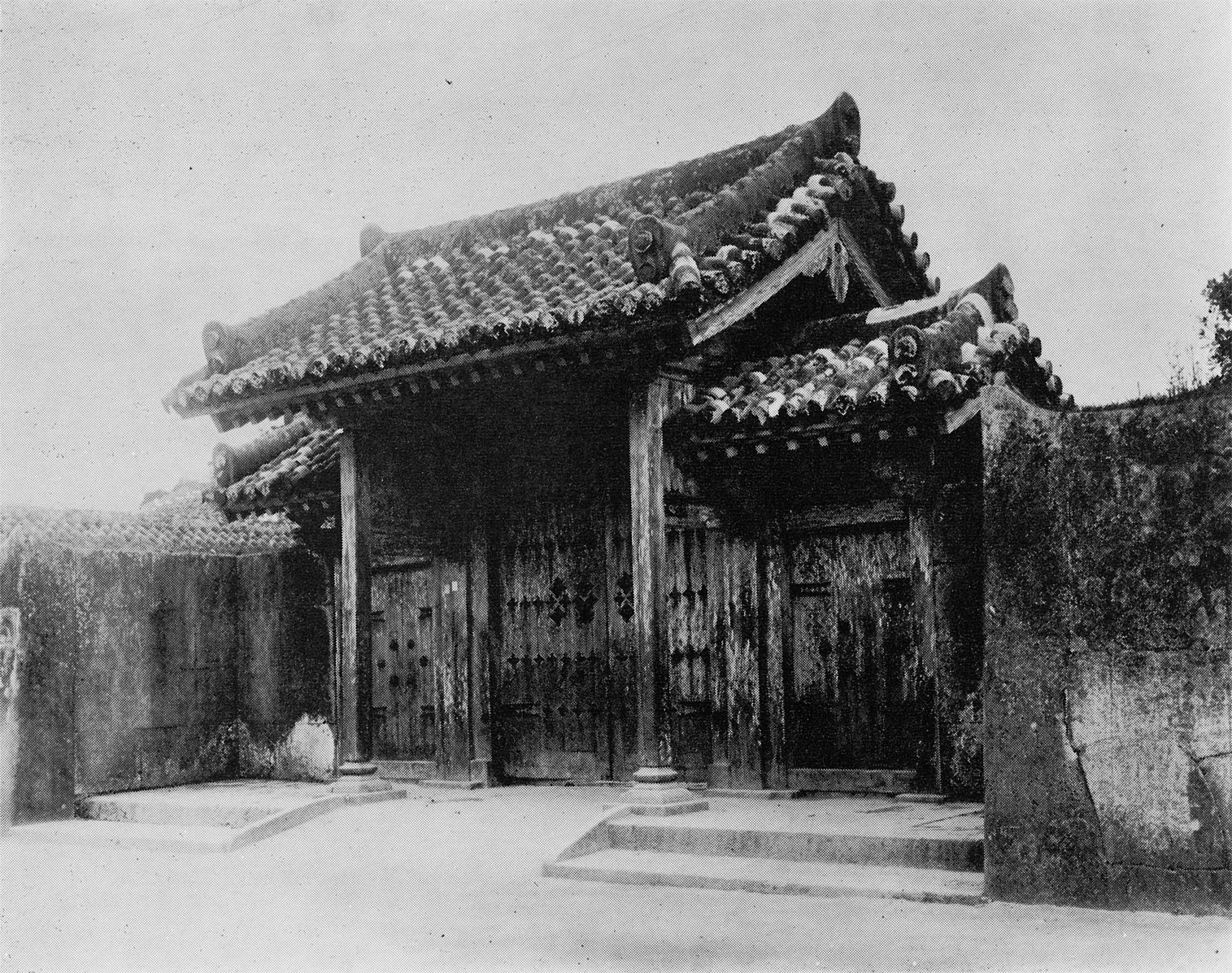
正門

琉球王国の王世子は、中城間切（現：中城村、北中城村、うるま市（津堅島））を采地（領地）としていたので中城王子と呼ばれ、その邸宅は中城御殿と呼ばれた。ここから転じて、中城王子その人も、他の御殿（うどぅん）当主と同じように、主に話し言葉で中城御殿と呼ばれるようになった。
中城御殿は、最初首里城へ至る綾門大道（都大路）に面した現・沖縄県立首里高等学校の敷地に尚豊王時代に創建された。
1870年（明治3年）、龍潭北側に新たに建設されることが決まり、1873年（明治6年）着工、1875年（明治8年）完成した。新しい中城御殿は敷地約3000坪、建物は約800坪（別棟を除く）あった。
廃藩置県時の首里城明け渡し後は、琉球国王が中城御殿へ退去してその本邸となり、尚侯爵家の東京移住後は沖縄における尚家本邸となった。
1945年（昭和20年）、沖縄戦により焼失し、多くの尚家伝来の宝物もその後の米軍略奪に遭い、現在まで行方不明となっている。戦後は、琉球政府立博物館、後沖縄県立博物館の敷地となり、2007年（平成19年）、新県立博物館へ移転のため閉館した。2012年（平成24年）、博物館跡地に中城御殿が復元されるとの報道がなされた。
2024年（令和6年）9月、首里城復興推進会議で今年中取り掛かること方針が示され、11月2日に起工式を行った。2026年の完成・公開する予定。

## 行方不明の宝物
中城御殿にあった多くの尚家伝来の宝物は、戦時中敷地内の側溝等に隠して戦禍を免れたが、戦後その多くが軍港で税関検閲官をしていたカール・スタンフェルト（Carl Stanfelt）米海軍中佐らによって略奪されて米国へ持ち出された。『おもろさうし』（尚家本）や琉球国惣絵図（18世紀）など、一部発見・返還されたものもあるが、スタンフェルトの死後、彼の家族によって、1977年、200点余りがオークションに売りに出されるなどして、王冠（皮弁冠）、御後絵（国王の肖像画）、漆器類など数十点が、いまだに行方不明となっている。2000年の沖縄サミットを機に、中城御殿から持ち出された王冠、皮弁服（国王装束）、御後絵11点は盗難品として、連邦捜査局（FBI）の盗難美術品リストに登録された。
2024年3月、戦争によって流出し米国で発見された文化財22点が沖縄県に引き渡され、その中に御後絵（第4代尚清王・第13代尚敬王・18代尚育王、および3分割された比定者不明のもの）が含まれていることが、玉城デニー沖縄県知事によって発表された。